# Siły Powietrzne Zjednoczonych Emiratów Arabskich
Siły Powietrzne Zjednoczonych Emiratów Arabskich (arab. القوات الجوية الإماراتية; trb. Al-Quwwāt al-Jawiyya al-Imārātiyya) – wojska lotnicze Państwa Zjednoczonych Emiratów Arabskich. Lotnictwo istniało w kraju od 1968 roku, gdy Emiraty kontrolowała Wielka Brytania, kraj stał się suwerenny dopiero w 1971 roku, od tego czasu większość uzbrojenia należy de facto do emiratu Abu Zabi.
Od momentu powstania zaopatrywały się głównie w Europie, a od niedawna rolę tę przejęły Stany Zjednoczone. Emirskie bazy lotniczych są też wykorzystywana przez kraje sojusznicze, szczególnie przez USAF. Od 2004 UAEAF są wyłącznym użytkownikiem najnowocześniejszej wersji F-16E/F Block 60, którą stworzono na zamówienie ZEA.
14 marca 2016 roku podczas lotu bojowego w rejonie Adenu zniszczeniu uległ dwumiejscowy myśliwiec bombardujący Mirage 2000-9. Obaj piloci zginęli, a przyczyną prawdopodobnie było usterka techniczna lub błąd pilota. W 2016 r. zamówiono również 8 sztuk bezzałogowych samolotów rozpoznawczych P.1HH Hammerhead, na kwotę 316 mln euro.

## Organizacja
Zachodnie Dowództwo Powietrzne, z siedzibą w Abu Zabi
- Skrzydło Myśliwskie – Baza Al Dhafra, 32 km na południe od Abu Zabi
  - 1 Eskadra - F-16E/F
  - 2 Eskadra - F-16E/F
  - 3 Eskadra - F-16E/F
  - 71 Eskadra - Mirage 2000
  - 76 Eskadra - Mirage 2000

W bazie stacjonują też KC-10 Extender, E-3 Sentry, U-2 Dragon Lady i RQ-4 Global Hawk.
- Skrzydło Myśliwskie – Baza Al Safran, 120 km na południowy zachód od Abu Zabi
  - 86 Eskadra - Mirage 2000

Centralne Dowództwo Powietrzne, z siedzibą w Dubaju
- Baza Al Minhad, 24 km na południe od Dubaju
  - 102 Eskadra Wsparcia - BAE Hawk Mk.102
  - Grupa SAR - AB-412, AW139
  - Transport Squadron - C-130H-30, L-100-30 Hercules

Z bazy korzystją też wojsko Brytyjskie, Australijskie, Nowo Zelandzkie i Holenderskie.
- Port lotniczy Dubaj

Dowództwo Operacji Specjalnych, z siedzibą w Abu Zabi
- 18 Grupa – Baza Sas Al Nakheel, wyspa Sas Al Nakheel 10 km na wschód od Abu Zabi
  - Eskadra Operacji Specjalnych - UH-60M/L Black Hawk, CH-47D Chinook, AS.365N3 Dauphin II, EC 155B1, Cessna 208B Grand Caravan II

Dowództwo Armii, z siedzibą w Abu Zabi
- 10 Brygada Lotnictwa Armii – Baza Al Dhafra - AS.550C3 Fennec, AH-64A Apache

## Wyposażenie

### Obecne

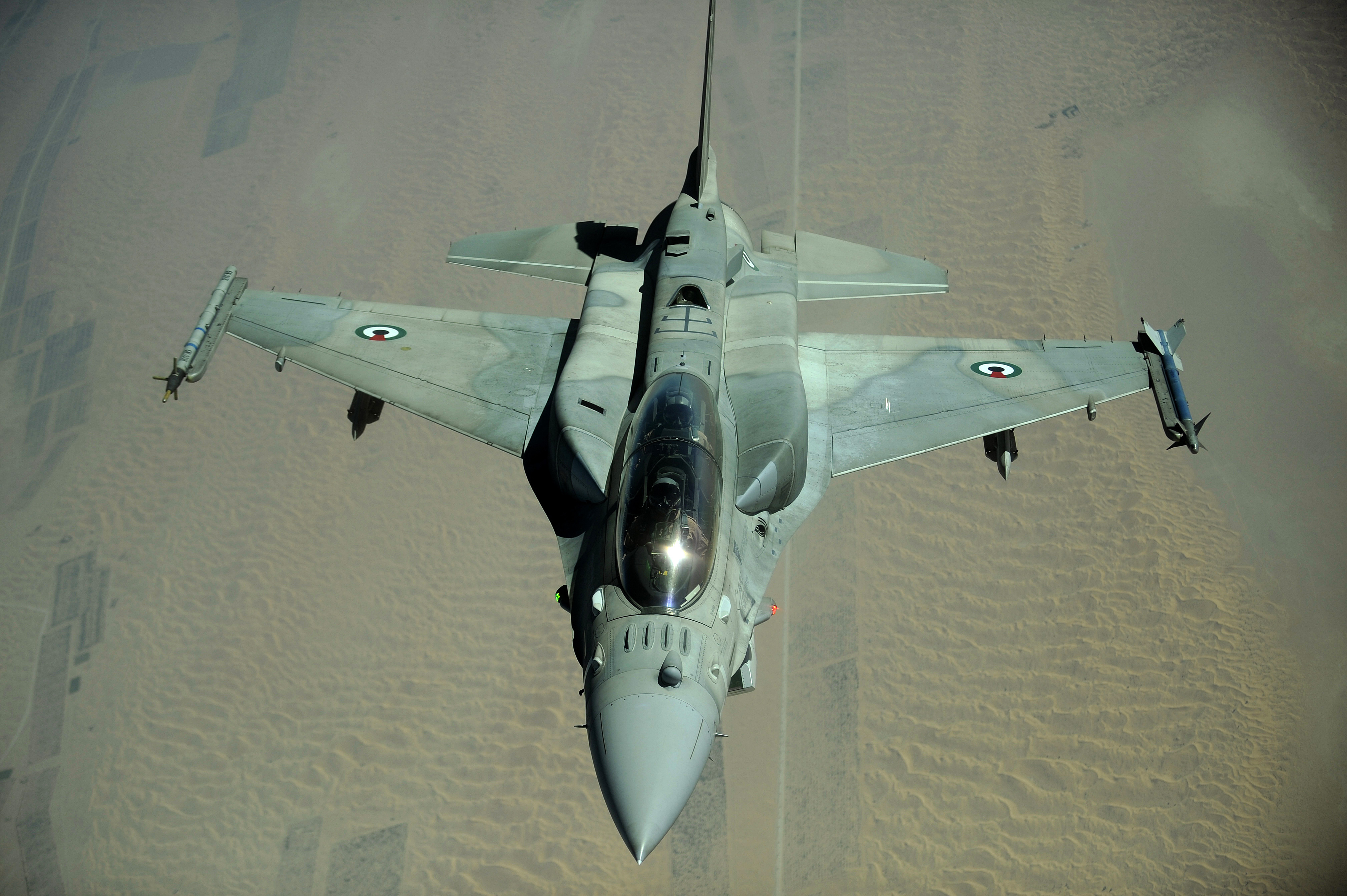
F-16F Block 60

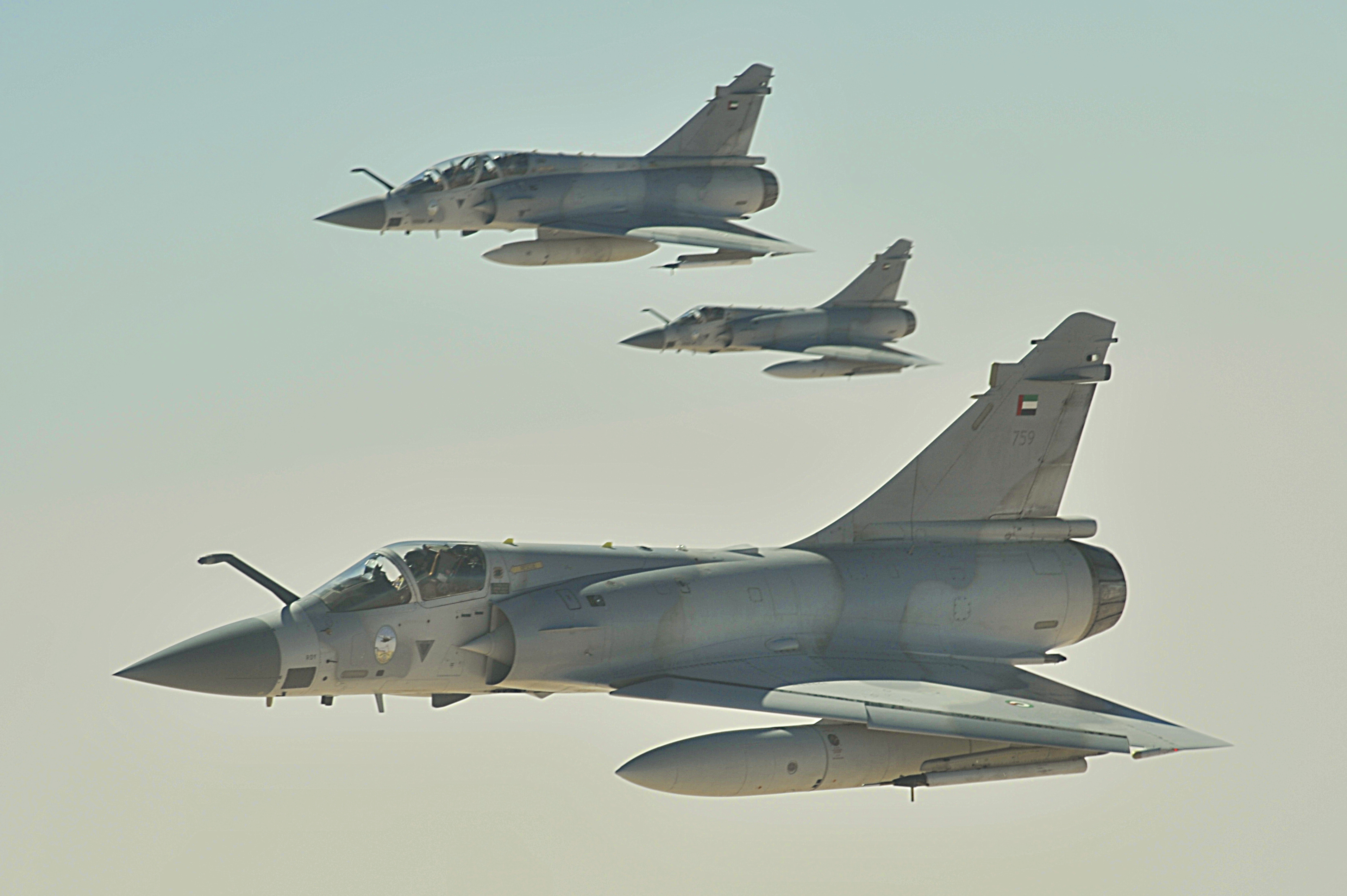
Mirage 2000

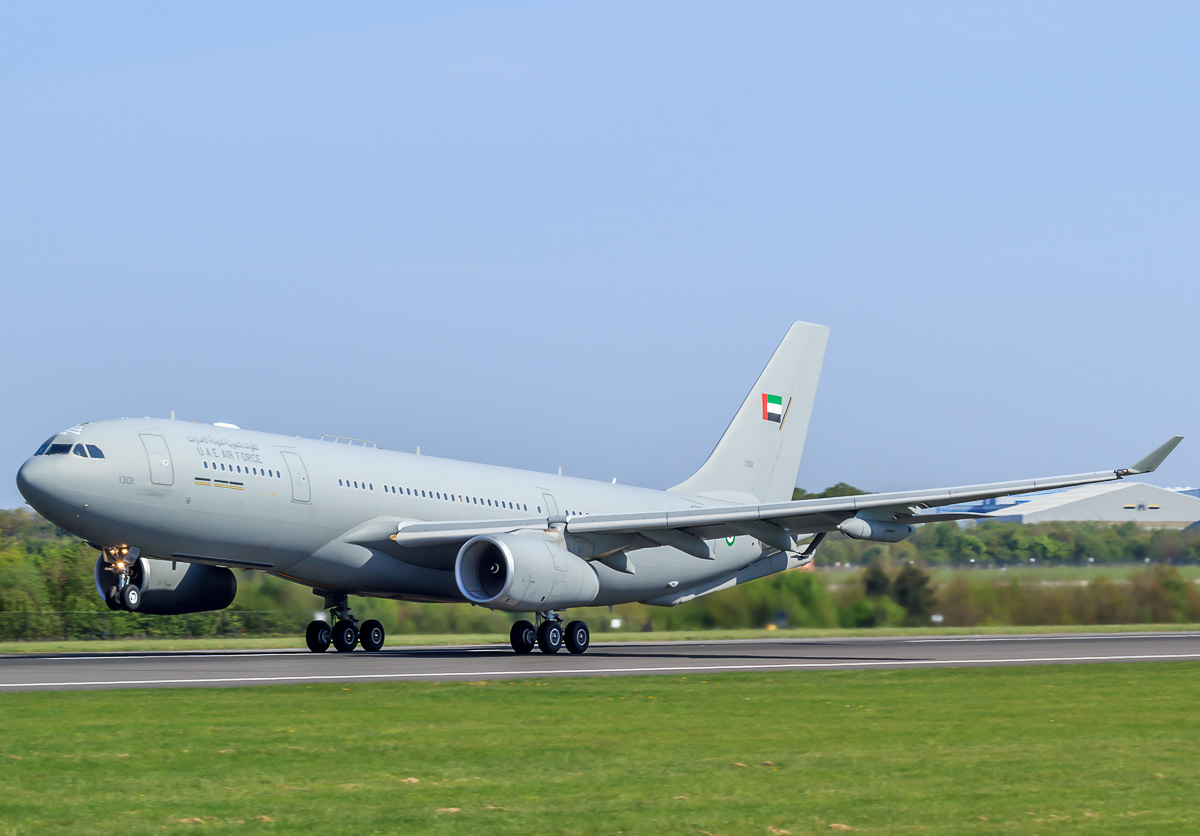
Airbus A330 MRTT

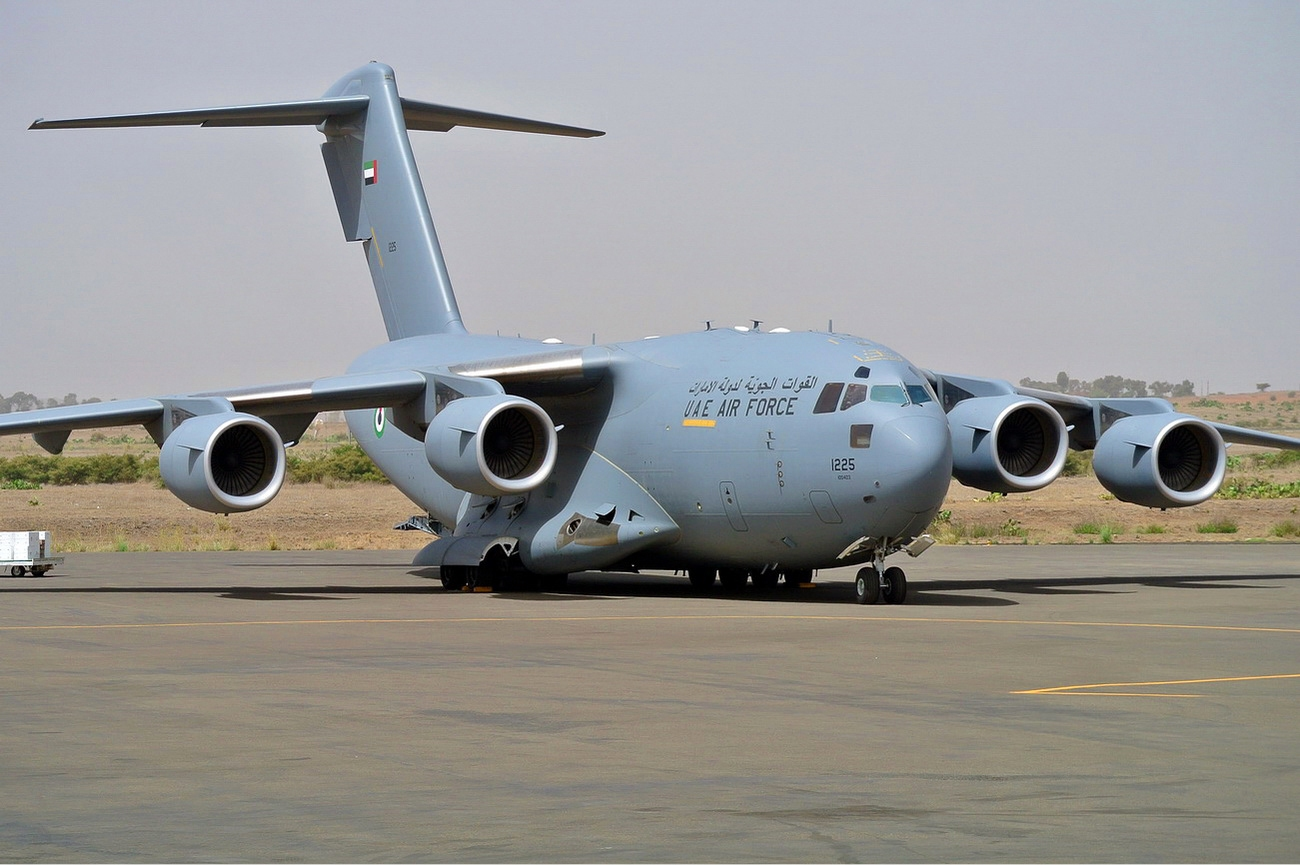
C-17A Globemaster III

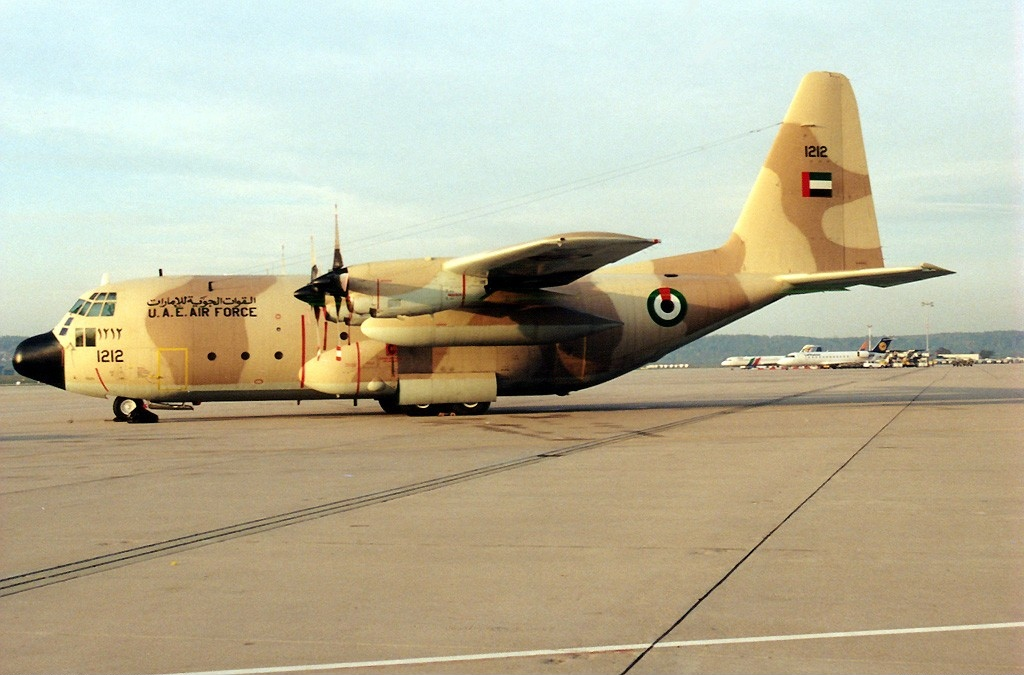
C-130H Hercules

| Samolot                              | Producent                  | Typ                       | Wersja                                       | Ilość               | Uwagi |                     |
| Samoloty myśliwskie                  | Samoloty myśliwskie        | Samoloty myśliwskie       | Samoloty myśliwskie                          | Samoloty myśliwskie | Samoloty myśliwskie | Samoloty myśliwskie |
| ------------------------------------ | -------------------------- | ------------------------- | -------------------------------------------- | ------------------- | --- | ------------------- |
| Lockheed Martin F-16 Desert Falcon   | Stany Zjednoczone          | Myśliwiec wielozadaniowy  | E Block 60 F Block 60                        | 53 25               | Dostarczono 80, 1 rozbity, 1 uszkodzony. |                     |
| Dassault Mirage 2000                 | Francja                    | Myśliwiec wielozadaniowy  | 2000-9EAD 2000-9RAD 2000-9DAD 2000-9 2000-9D | 22 8 6 19 12        | W latach 1989–1991 zakupiono 22 M2000EAD, 8 M2000RAD (rozpoznawcze) i 6 M2000DAD (treningowe), od 2003 dokupiono 20 M2000-9 i 12 M2000-9D (wersja eksportowa M2000-5 Mk.2) oraz zmodernizowano 30 starszych maszyn. 1 utracono. |                     |
|                                      |                            |                           |                                              | 139                 | |                     |
| Samoloty transportowe/specjalne      |                            |                           |                                              |                     | |                     |
| Airbus A330 MRTT                     | Francja                    | Transportowy/tankowiec    | A330-243 MRTT                                | 3                   | Dostarczone w 2013. |                     |
| Boeing C-17 Globemaster III          | Stany Zjednoczone          | Ciężki transportowiec     | C-17A                                        | 6                   | |                     |
| Lockheed C-130 Hercules              | Stany Zjednoczone          | Taktyczny transportowiec  | C-130H C-130H-30 L-100-30                    | 3 1 3               | W 2008 C-130H rozbił się w Kabulu. |                     |
| CASA CN-235                          | Indonezja                  | Taktyczny transportowiec  | CN-235-100                                   | 7                   | |                     |
| Bombardier Dash 8                    | Kanada                     | Morski patrolowiec        | DHC-8-315Q MPA                               | 2                   | |                     |
| Saab 340 AEW&C Erieye                | Szwecja                    | AWACS                     | AEW&C Erieye                                 | 0                   | Zamówiono 2 z radarem Erieye. |                     |
| Cessna 208                           | Stany Zjednoczone          | Transportowy              | 208B                                         | 7                   | |                     |
| De Havilland Canada DHC-6 Twin Otter | Kanada                     | Transportowy              | DHC-6-300                                    | 1                   | |                     |
| Piaggio P.180 Avanti                 | Włochy                     | VIP/MEDAVAC               |                                              | 2                   | [ 12 ] |                     |
| Samoloty szkolno-treningowe          |                            |                           |                                              |                     | |                     |
| BAE Hawk                             | Wielka Brytania            | szkolenie zaawansowane    | Mk.61/63/102                                 | 36                  | |                     |
| Aermacchi MB-339                     | Włochy                     | akrobacyjne               | MB-339NAT                                    | 10                  | Grupa akrobacyjna Al Fursan. |                     |
| Air Tractor AT-802                   | Stany Zjednoczone          | Przeciwpartyzancki        | AT-802U                                      | 10                  | [ 15 ] |                     |
| Pilatus PC-7                         | Szwajcaria                 | szkolenie podstawowe      |                                              | 24                  | |                     |
| Pilatus PC-21                        | Szwajcaria                 | szkolenie podstawowe      |                                              | 25                  | Dostawy 2011-2014. |                     |
| Grob G 115                           | Niemcy                     | szkolenie wstępne         | 115TA                                        | 12                  | Zakupione w 1997. |                     |
| Śmigłowce                            |                            |                           |                                              |                     | |                     |
| Boeing AH-64 Apache                  | Stany Zjednoczone          | Śmigłowiec szturmowy      | AH-64D                                       | 28                  | W 1994 dostarczono 30 AH-64A, zmodernizowane do AH-64D Longbow. |                     |
| Boeing CH-47 Chinook                 | Stany Zjednoczone          | Śmigłowiec transportowy   | CH-47D CH-47F                                | 8 ?                 | 12 CH-47C odkupiono od Libii, 8 zmodernizowanych do wersji C+/D przez Aguste. Zamówiono nowe CH-47F. |                     |
| Sikorsky UH-60 Black Hawk            | Stany Zjednoczone          | Śmigłowiec wielozadaniowy | S-70A(UH-60L) UH-60M                         | 20 8                | Uzbrojone w Minigun. Zamówiono 40 UH-60M. |                     |
| Aérospatiale SA 330 Puma             | Francja · Rumunia          | Śmigłowiec transportowy   | SA-330F IAR-330SM                            | 5 10                | W 1993 zakupiono 10 IAR-330L. |                     |
| AgustaWestland AW139                 | Włochy                     | Śmigłowiec wielozadaniowy |                                              | 8                   | 6 do zadań SAR, 2 w wersji VIP. |                     |
| Agusta-Bell AB-412                   | Stany Zjednoczone · Włochy | Śmigłowiec wielozadaniowy |                                              | ?                   | do zadań SAR |                     |
| Eurocopter Fennec                    | Francja                    | Śmigłowiec rozpoznawczy   | AS 550C3                                     | 15                  | Zakupione w 2002, uzbrojone. |                     |
| Eurocopter Écureuil                  | Francja                    | Śmigłowiec treningowy     | AS 350B3                                     | 14                  | Zakupione w 2002. |                     |
| Eurocopter Panther                   | Francja                    | Śmigłowiec morski ZOP/SAR | AS 565SB                                     | 11                  | Lotnictwo marynarki. |                     |
|                                      |                            |                           | Suma                                         | 374                 | |                     |

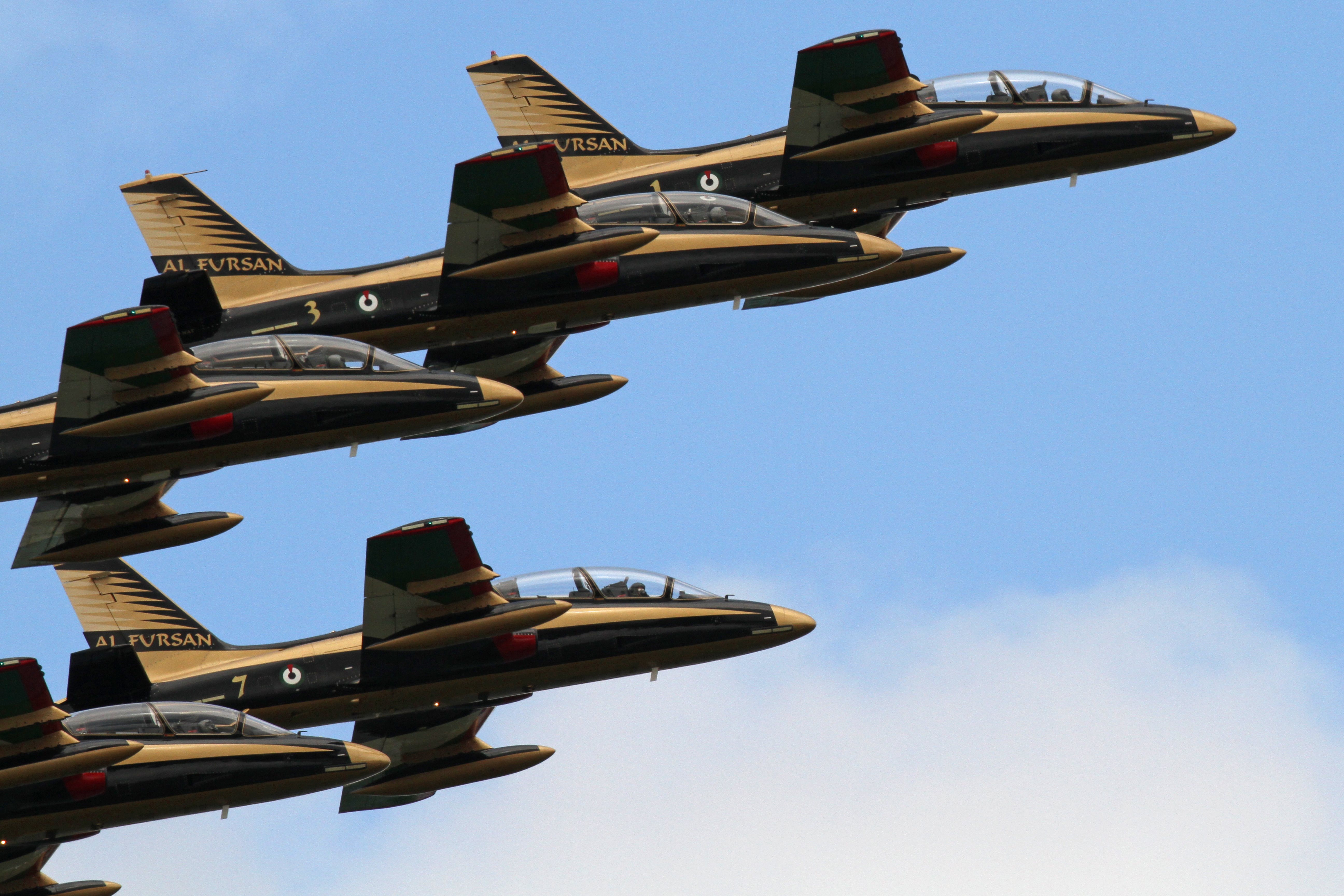
MB-339NAT

Do transportu VIP wykorzystywane są m.in. Boeing 747-8, Boeing 747-400, Boeing 737-800BBJ, BAe 146 należące do Abu Dhabi Amiri Flight.

### Historyczne

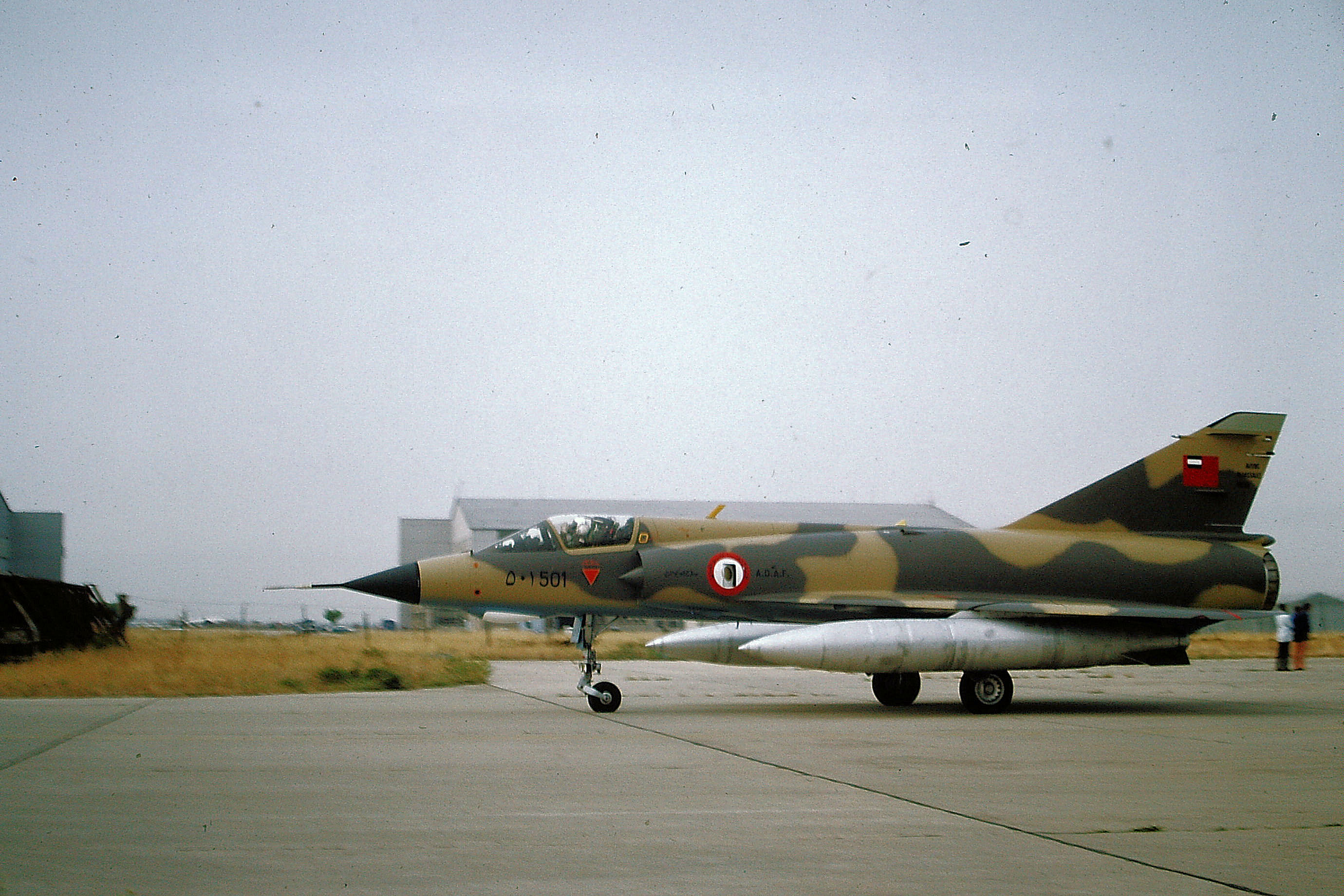
Dassault Mirage

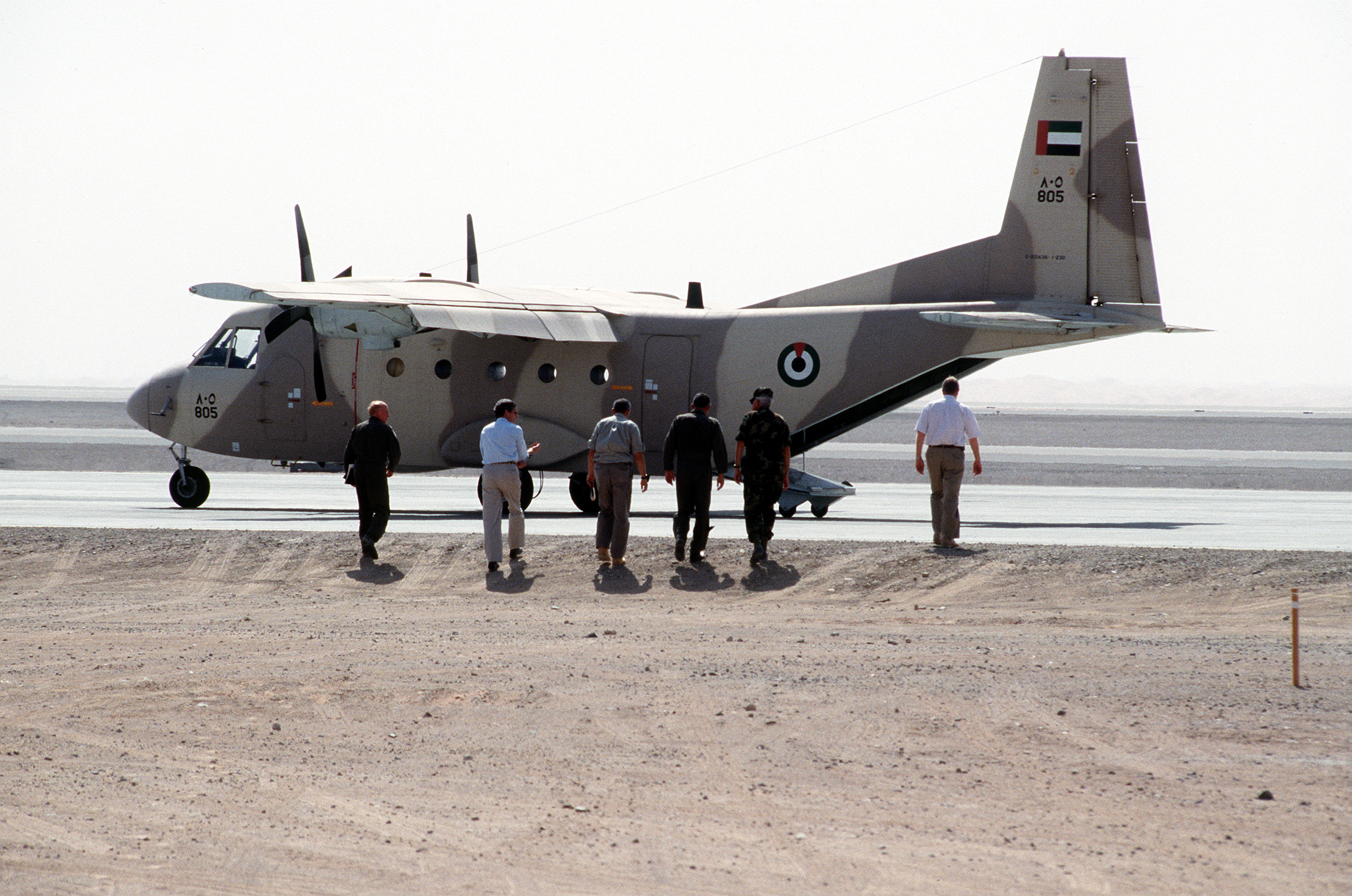
CASA C-212

#### Samoloty
- Dassault Mirage 5 — 12× 5AD, 14× 5EAD, 3× 5DAD, 3× RAD od 1973 (Abu Zabi)
- Aeritalia G.222 — 1×G.222L od 1976 (Dubaj)
- Aermacchi MB-326 — 6×MB-326KD, 1×MB-326L, 1×MB-326LD od 1976 (Dubaj)
- CASA C-212 — 4× C-212-200 od 1982 (Abu Zabi)
- Pilatus PC-6 — 2× B2-H4 w latach 1989-2006 (Dubaj)

#### Śmigłowce
- Aérospatiale Alouette III — 10× SA-316B od 1972 (Abu Zabi)
- Aérospatiale Puma — 5× SA-330C, 5× SA-330F od 1979 (Abu Zabi)
- Aérospatiale Gazelle — 12× SA-342L od 1979 (Abu Zabi)
- Bölkow Bo 105 — 3× Bo-105CBS od 1981 (Dubaj)